# مشتل

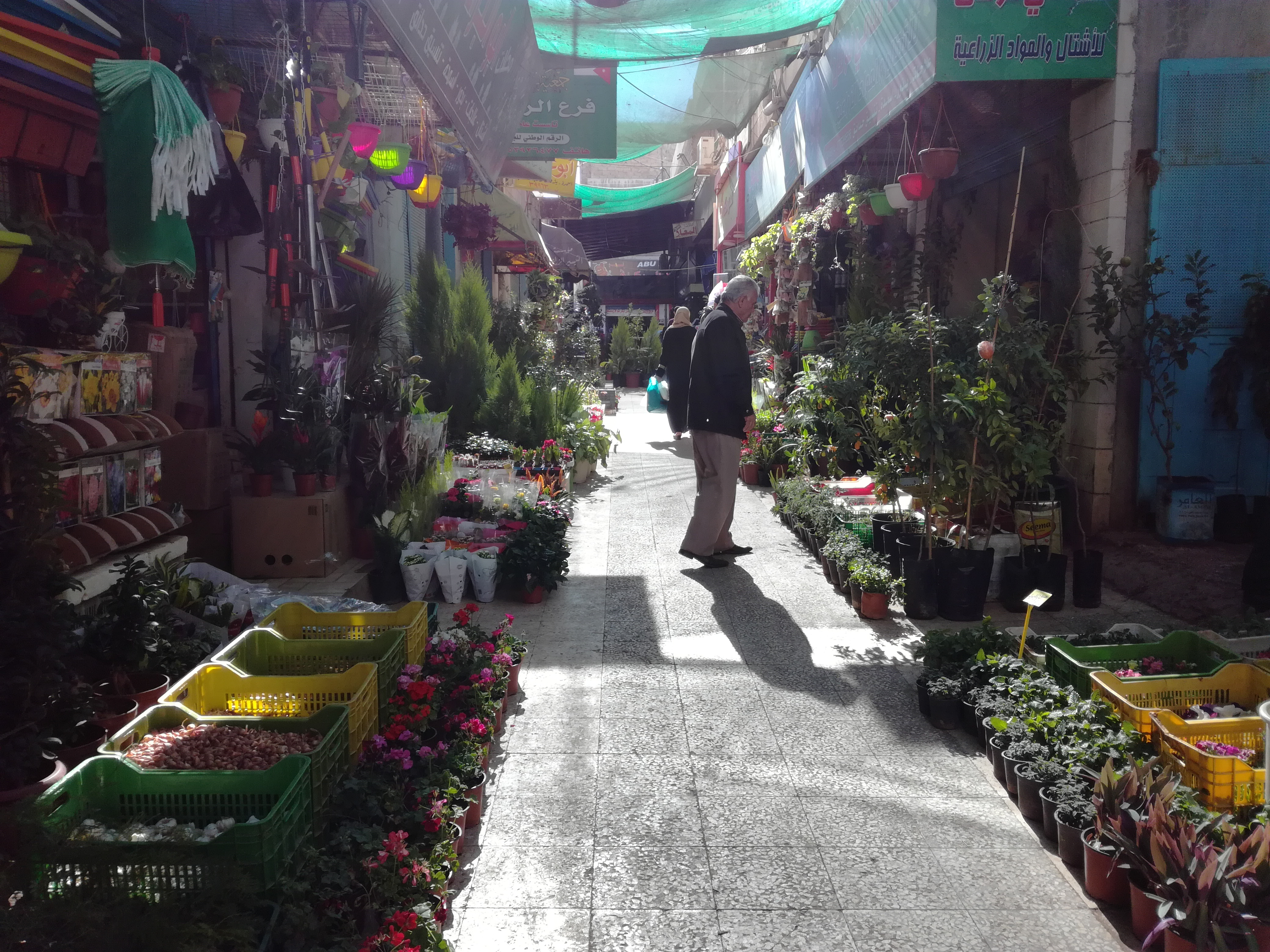
محلات لبيع الشتلات في مدينة الزرقاء في الأردن.

المشتل أو الدِّنْدَانة مكان ينتج نباتات صغيرة بقصد غرسها في الحدائق والحقول والبساتين، وتتنوع النباتات التي ينتجها المشتل ما بين نباتات زينة وأزهار، ونباتات فاكهة وخضروات وأشجار الغابات. وقد يقصد بالمشاتل المساحة من الأرض الزراعية المحمية أو المكان المخصص لإجراء عملية التكاثر والرعاية وإنتاج شتلات النباتات، حيث تزرع البذور أو عقل بعض الأصناف بغرض إنتاج الشتلات.
ويُسمَّى من يزرع الغراس والشتائل شَتَّال.

## أعمال المشتل
غالباً ما تقام المشاتل لأغراض تجارية، ومن أجل ذلك فإن الأنشطة التي تقوم بها تمتد لتصل إلى كل ما له صله بالنباتات والحدائق، كبيع التربة والسماد، أو خلطهما معاً، وكذلك تجهيز الأصص والحاويات التي توضع بها النباتات، وتوفير مختلف الأنواع من معدات البستنة وأثاث الحدائق.

## فوائد المشاتل
تعتبر المشاتل من أهم أسباب نجاح وتقدم النهضة الزراعية، حيث تعتمد على تطبيق الأساليب العلمية المتطورة المختلفة، واستخدام البيوت المحمية بأنواعها المختلفة في مجال إكثار وإنتاج شتلات وغراس نباتات الزينة وشتلات الغابات وغيرها. ويمكن تحديد الأهداف من إقامة المشاتل فيما يلي:
- توفير الظروف البيئية الملائمة لإكثار الشتلات بالبذور أو الأجزاء الخضرية وكذلك لتوزيع الشتلات اللازمة للزراعة داخل المدن.
- إنتاج الشتلات الجيدة من الأصناف الممتازة وشتلات النباتات الكبيرة.
- الاهتمام بالأمهات عالية الإنتاج مع مناسبتها للظروف البئية وخلوها من الأمراض والحشرات لتمثل الأساس الأول في انتشار الأنواع وحفظها والتوسع في زراعتها بزيادة الأعداد الناتجة منها بالإكثار الخضري.
- تشغيل الأيدي العاملة وزيادة الخبرة بالممارسة والتدريب.
- توفير الظروف البيئية المتحكم بها وخاصة لإجراء التجارب والأبحاث الزراعية للوقوف على الوسائل المثلى في زراعة ورعاية وخدمة المشاتل لزيادة الإنتاج وتحسين نوعية المحاصيل البستانية.
- إمداد الحدائق بالشتلات والنباتات اللازمة للزراعة في اوقات محددة وكذلك لتعويض النقص من التالف والميت من نباتات الحدائق واستبداله بنباتات جديدة بصورة سريعة. وهناك أنواع عديدة من المشاتل فمنها العامة والخاصة والتجارية وعندإنشائها يجب أن تتوفر شروط منها دراسة تحديد الغرض الإنتاجي ومستلزماته والقوى البشرية وغيرها.